# Sibogasyrinx archibenthalis
Sibogasyrinx archibenthalis é uma espécie de gastrópode do gênero Sibogasyrinx, pertencente a família Cochlespiridae.